# Szulborze Wielkie (village)
Pour les articles homonymes, voir Szulborze Wielkie.
Szulborze Wielkie (prononciation : [ʂulˈbɔʐɛ ˈvjɛlkʲɛ]) est un village polonais de la gmina de Szulborze Wielkie dans le powiat d'Ostrów Mazowiecka de la voïvodie de Mazovie dans le centre-est de la Pologne.
Le village est le siège administratif (chef-lieu) de la gmina appelée gmina de Szulborze Wielkie.
Il se situe à environ 23 km à l'est d'Ostrów Mazowiecka (siège du powiat) et à 104 km au nord-est de Varsovie (capitale de la Pologne).

## Histoire
De 1975 à 1998, le village appartenait administrativement à la voïvodie de Łomża.